# Эдгар Аллан По (фильм)
«Эдгар Аллан По» (англ. Edgar Allan Poe) — американский короткометражный драматический фильм Дэвида Уорка Гриффита

## Сюжет
Эдгар По черпает вдохновение для своего рассказа в умирающей жене. Он становится посмешищем среди своих коллег-писателей, однако один редактор всё же соглашается издать его рассказ. Радостный Эдгар возвращается домой и видит, что его жена скончалась…

## В ролях
| Актёр            | Роль           |
| ---------------- | -------------- |
| Херберт Йост     | Эдгар Аллан По |
| Линда Арвидсон   | Вирджиния По   |
| Клара Т. Брэйси  |                |
| Анита Хендри     |                |
| Артур В. Джонсон |                |
| Джеймс Кирквуд   |                |
| Дэвид Майлз      |                |